# Bjursjön (Risinge socken, Östergötland, 651516-150215)
Bjursjön är en sjö i Finspångs kommun i Östergötland och ingår i Motala ströms huvudavrinningsområde.